# Natalie Cole
Natalie Maria Cole (Los Angeles, 6 de febrer de 1950 – Los Angeles, 31 de desembre de 2015) fou una cantant, compositora, i intèrpret estatunidenca. La filla d'un dels crooners més cèlebres de la història de la música, Nat King Cole, havia nascut a la mateixa ciutat de Los Angeles el 1950. La seva mare, Maria Hawkins, va ser també una cantant que va destacar a l'orquestra de Duke Ellington. En una família tan musical encara s'hi pot incloure el seu oncle Freddy Cole, cantant i pianista.

## Biografia
El 1972 es graduà en Psicologia a la Universitat de Massachusetts, però aviat s'orientà professionalment a la música com a cantant de rhythm-and-blues en diversos grups.
Va assolir l'èxit musical a mitjans de la dècada dels 70 com a artista de R&B gràcies a èxits com ara This Will Be, Inseparable i Our Love. Seguint els passos de la seva idolatrada Aretha Franklin, es va instal·lar al cim amb el segon àlbum Natalie (1976). L'ascens a la fama es va incrementar amb el següent lliurament Unpredictible (1977), convertit en disc de platí. El seu primer enregistrament en directe va ser Natalie live! (1978). Al llarg dels anys setanta, va obtenir quatre discs d'or i dos de platí, i al 1979, va ser guardonada amb la seva estrella al Passeig de la Fama de Hollywood, que rubricava el seu èxit.
Després d'un període de caiguda de vendes i actuacions Natalie reaparegué amb el seu vuitè àlbum, Don't look back (1980), que no va tenir l'èxit esperat i va ser el preludi d'una addicció a les drogues. Va tornar com a cantant de pop el 1987 amb l'àlbum Everlasting. Als anys 90 va assolir els seus èxits més importants amb versions de cançons del seu pare. Però res comparable amb l'èxit de Unforgettable... with Love, que va vendre més de set milions de còpies i va aconseguir diversos premis Grammy. Durant la seva carrera va vendre més de 30 milions de còpies per tot el món.
Diana Krall va publicar un àlbum en espanyol titulat Natalie en Español.
El 31 de desembre de 2015 Natalie Maria Cole va morir als 65 anys a Los Angeles, Califòrnia, d'una fallada cardíaca.

## Guardons
Premis
- 1976: Grammy al millor nou artista
- 1976: Grammy a la Millor Actuació Vocal Femenina d'R&B, per «This Will Be»
- 1977: Grammy a la Millor Actuació Vocal Femenina d'R&B, per «Sophisticated Lady (She's a Different Lady)»
- 1992: 
  - Grammy a la Millor Gravació de l'Any, per «Unforgettable»
  - Grammy al Millor Àlbum de l'Any, per «Unforgettable»
  - Grammy al millor àlbum de pop vocal tradicional, per «Unforgettable»
- 1994: Grammy al Millor Àlbum de Jazz Vocal, per «Take a Look»
- 1997: Grammy a la Millor Col·laboració Pop amb Vocals, pel duo amb la veu del seu pare, a «When I Fall in Love»
- 2009: Grammy al millor àlbum de pop vocal tradicional, per «Still Unforgettable»

A més de fins a vuit nominacions als premis Grammy entre 1976 i 2007.